# Иунит
Иунит (егип. iwnjt) — в египетской мифологии богиня города Гермонт (егип. Иуни). Её имя также родственно названию Он (египетское название Гелиополя). С Иунит отождествлялась Рат-тауи, центром культа которой был Гелиополь. Поэтому можно полагать, что Иунит также была связана с Гелиополем.

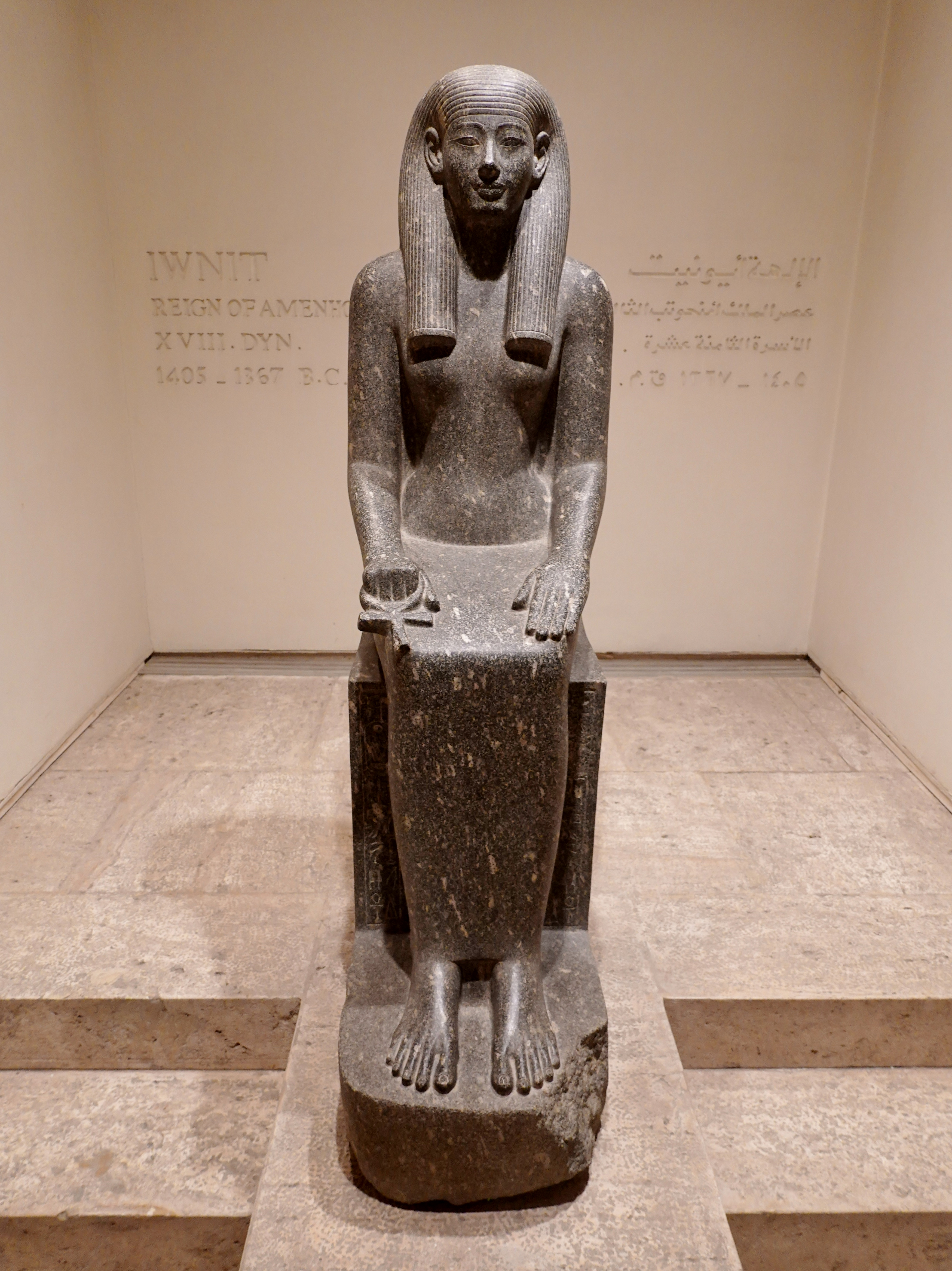
Статуя Иунит времен короля Аменхотепа III (XVIII династия), изготовленная из гранита, найденная в 1987 году в Луксорский храм, экспонировалась в Луксорский музей (Луксор, Египет)